# Кулен (колбаса)
Кулен (серб. кулен, сербохорв. kulen или kulin) — копчёная колбаса из свинины с обильным добавлением паприки и некоторых других пряностей. Широко распространена в Воеводине (Сербия), Славонии и Бараньи (Хорватия). «Сремский кулен» и «Бараньский кулен» — являются зарегистрированными в ЕС продуктами с наименованием, контролируемым по географическому происхождению, а «Славонский кулен» с 2007 года является официально признанным элементом нематериального культурного наследия Хорватии. Из-за сложности и продолжительного периода производства деликатеса, благодаря высоким вкусовым достоинствам, блюдо считается исключительно праздничным и подаётся на главные семейные торжества: Новый год, Пасху, свадьбы, юбилеи, крещение детей и так далее.

## Сремский кулен
Сремский кулен — традиционная домашняя колбаса сербского края Воеводина, рецепт которой (главным образом, виды и объёмные соотношения пряностей) индивидуален как у каждой семьи, так и у каждого промышленного производителя. Первое письменное упоминание об этом деликатесе на сербском языке содержится в справочнике, изданном в 1852 году в Вене. Происхождение слова относят к греческому «κόλον» — толстая кишка. Впервые регистрация знака «Сремский кулен», защищённого по географическому происхождению, произошла в 1992 году, но относилась она только к продукции, изготавливаемой в промышленных объёмах на заводе в городе Шид. Социально-экономические условия в стране 2000—2010 годов привели к закрытию предприятия-производителя мясного деликатеса. Это привело к необходимости пересмотра Министерством сельского хозяйства Сербии требований и нормативов к изготовлению продукта, которые позволили мелким кустарным производителям предлагать на рынке свой товар под известной маркой, но, при этом, жёстко регламентировали процесс его изготовления. Новый стандарт предусматривает такой состав исходного сырья: свинина I категории — 95 % (ранее 85 %), сало 5 % (ранее до 15 %). Кроме того, к общей массе полученного фарша должны быть добавлены 2,6 % поваренной соли и 1,5 % паприки. Перемолотый и вымешанный фарш должен содержать куски мяса размером не более 13 мм. Полуфабрикат формуется в натуральную оболочку диаметром 10-11 сантиметров и весом от 1,6 до 1,8 кг. В первые сутки проводится интенсивное копчение в специальных камерах, затем в течение пяти дней происходит обработка так называемым «холодным дымом». Далее продукт выдерживается 60 дней при температуре 12 градусов в вентилируемом помещении. При соблюдении технологии потеря начального веса готовой колбасы должна составить 45 %. В домашних условиях в продукт добавляют лук, чеснок, сахар, ром. Копчение может происходит до 3 месяцев, а дозревание — до полугода.
C 1999 года в Среме (первоначально в Сремска-Митровице, позже — в Ердевике) организован ежегодный фестиваль под названием Сремская кулениада (серб. Сремска Куленијада), в ходе которого происходят гастрономические состязания производителей колбасы, местного вина, а также разнообразные музыкальные мероприятия.

## Бараньский кулен
Бараньский кулен — продукт местной кухни Бараньи, географической области Хорватии на границе с Венгрией, рецепт которого известен более ста лет. Здесь его также готовят из мелко рубленной свинины сдобренной паприкой. Главной особенностью рецепта является добавление чеснока. После помола фарш набивают в натуральную оболочку из слепой кишки свиней и формуют колбасу. Обычно длина её составляет около 30 см, а диаметр около 10 см. Полуфабрикат коптят при низкой температуре нескольких месяцев, а после выдерживают в проветриваемом помещение ещё до полугода. Поскольку кулен в домашних условиях делают осенью, полностью готовым он может считаться только следующим летом. На срезе колбаса должна быть ярко-красного цвета. На вкус пряная, с выраженным тоном паприки на старте и чеснока в послевкусии.
Регистрация наименования «Бараньский кулен», контролируемого по географическому происхождению, продолжалась с августа 2010 года до 2015 года, когда специальная комиссия ЕС окончательно зафиксировала этот статус. Основные производители расположены в городе Бели-Манастир и посёлках Билье, Ягодняк, Кнежеви-Виногради и ряде других.

## Славонский кулен
Ещё один родственный сырокопчёный деликатес из свинины. Его производство в целом сходно с описанными выше, но имеет некоторые отличия: в свиную нарезку добавляют не только перец и чеснок, но и лук. После того, как подготовленным фаршем наполнили натуральную оболочку, полуфабрикат выдерживают в подсолёной воде пять — восемь дней, а затем просушивают и коптят от трёх до четырёх недель до приобретения продуктом жёлто-коричневого цвета и характерной тугой эластичной консистенции. После копчения колбасы помещают на чердак или в другое прохладное помещение. Дозревает деликатес от пяти до семи месяцев. Зрелый Славонский кулен снаружи имеет тёмно-коричневый или даже черноватый оттенок, иногда покрыт сухой белой плесенью. Срез имеет оттенки от светло до тёмно-красных, гладкую и блестящую структуру. На вкус колбаса умеренно солёная. Острота, в зависимости о производителя, колеблется от средней до крайне жгучей, хотя существует много местных вариантов рецептуры и способов приготовления традиционного Славонского кулена, придающих каждому конкретному продукту уникальность и специфичность. По некоторым отзывам туристов, эта колбаса настолько полна «паприкой, перцем и специями, что не хорват её есть не сможет, если только под пиво».